# شارلي بشارات
تشارلي بشارات (بالإنجليزية: Charlie Bisharat) (مواليد 15 مارس 1963) هو عازف كمان أمريكي من أصل فلسطيني، اشتهر بعضويته في فرقة شادو فاكس، وبمشاركته في تسجيلات الأفلام وأعمال الجاز المعاصر وموسيقى العصر الجديد.

## النشأة والحياة
ولد بشارات في إنغليووود، كاليفورنيا عام 1963، لوالدين فلسطينيين هاجرا إلى الولايات المتحدة في خمسينيات القرن العشرين بعد النكبة.
انضم إلى فرقة شادو فاكس التي فازت بجائزة غرامي لأفضل أداء في موسيقى العصر الجديد عام 1988 عن ألبوم *أغاني شعبية لقرية نووية*. كما شارك في جولات موسيقية مع ياني ضمن عروض مثل *تأملات من الشغف*، *ثورة في الصوت*، *تجرأ أن تحلم*، و*ياني لايف: الحفلات السيمفونية 1993*.
شارك كذلك في حفل جون تاش المصور *Live at Red Rocks*، وكان من الموسيقيين المشاركين في الكتابة والإنتاج.

## التسجيلات والمؤلفات
ظهر عزف بشارات في أكثر من 200 عمل موسيقي مسجل، شملت إلتون جون، رولينغ ستونز، البيتلز، آيروسميث، جينز أديكشن، وليدي غاغا في ألبومها كروماتيكا.
شارك أيضًا في تسجيلات موسيقى تصويرية لأفلام وسلاسل مثل *سوردفيش*، *ذا ماندالوريان*، *أكوامان*، *روغ ون: قصة من حرب النجوم*، إلى جانب أعمال أخرى من إنتاج بيكسار، كما شارك في عرض *راتاتوي: الركوب* في ديزني لاند باريس.

ألّف وسجل كتابًا وألبومًا عن الارتجال بعنوان *ما بعد الكمان الكلاسيكي* لصالح دار نشر Cherry Lane Music. وفي عام 2015، تعاون مع المؤلفة مارتي أمدو في ألبوم *لي نوڤو بوهيميان* بمشاركة جون يورغنسون وآخرين.

## الأعمال الموسيقية
- Along the Amazon (عام 1993) – بمشاركة سترونز وفراه، دون غروسين، راسيل فيرانتي، جون باتيتوتشي، إريك مارينثال، وأعضاء من شادو فاكس مثل تشاك غرينبيرغ.

</ref>"Along the Amazon - Charlie Bisharat". AllMusic (بالإنجليزية). Archived from the original on 2023-04-27. Retrieved 2025-05-21.</ref>}}
- Les Nouveau Bohémiens – مع مارتي أمدو والمنتج جوسكان دي بريه.

## وصلات خارجية
- شارلي بشارات في قاعدة بيانات الأفلام على الإنترنت
- شارلي بشارات التسجيلات من ديسكاغز.كوم